# Джолли, Марни
Мариа́на (Ма́рни) Джо́лли (в замужестве — Карден) (англ. Mariana (Marny) Jolly (Cardin), род. 4 февраля 1948, Гонконг) — сингапурская и малайзийская пловчиха. Участница летних Олимпийских игр 1964 года. Первая женщина, представлявшая Малайзию на Олимпийских играх.

## Биография
Марни Джолли родилась 4 февраля 1948 года в Гонконге в английской семье.
Когда она была ребёнком, семья перебралась в Сингапур. Здесь Джолли стала заниматься плаванием. Выступала за Сингапурский клуб плавания.
В 1962 году в состав сборной Сингапура выступала на летних Азиатских играх в Джакарте. По воспоминаниям Джолли, она была здесь единственной спортсменкой европейского происхождения и привлекла внимание президента Индонезии Сукарно, с которым танцевала и пела ему на малайском языке.
В 1964 году вошла в состав сборной Малайзии (Сингапур тогда был её частью) на летних Олимпийских играх в Токио. В плавании на 200 метров брассом заняла последнее, 7-е место в полуфинальном заплыве, показав результат 3 минуты 11,0 секунды и уступив 20,9 секунды попавшей в финал с 4-го места Урсуле Кюпер из ОГК.
Джолли стала первой женщиной, представлявшей Малайзию на Олимпийских играх.
После Олимпиады эмигрировала в США.